# Kłusity Małe
Kłusity Małe (deutsch Klein Klaussitten) war ein Ort in der polnischen Woiwodschaft Ermland-Masuren. Seine Ortsstelle gehört zum Gebiet der Stadt- und Landgemeinde Pieniężno (Mehlsack) im Powiat Braniewski (Kreis Braunsberg).

## Geographische Lage
Die Ortsstelle von Kłusity Małe liegt an der Banówka (deutsch Bahnau, russisch Mamonowka) im Nordwesten der Woiwodschaft Ermland-Masuren, 19 Kilometer südöstlich der Kreisstadt Braniewo (Braunsberg).

## Geschichte
Das Dorf Klaussitten, das erst nach 1820 die Zusatzbezeichnung Klein erhielt, bestand lediglich aus ein paar kleinen Höfen. 1874 kam die Landgemeinde Klaussitten zum neu errichteten Amtsbezirk Peterswalde (heute polnisch Piotrowiec) im ostpreußischen Kreis Braunsberg, Regierungsbezirk Königsberg. 38 Einwohner zählte Klein Klaussitten im Jahre 1910.
Am 17. Oktober 1928 verlor Klein Klaussitten seine Eigenständigkeit, als es zusammen mit dem Nachbarort Nallaben (polnisch Nałaby) nach Peterswalde eingemeindet wurde.
Als 1945 in Kriegsfolge das gesamte südliche Ostpreußen an Polenfiel, erhielt Klein Klaussitten die polnische Namensform „Kłusity Małe“. Nach und nach verlor sich die Spur des kleinen Dorfs, wohl weil es nicht wieder besiedelt wurde oder vielleicht in Piotrowiec aufgegangen ist. Es gilt heute als untergegangener Ort im Bereich der Gmina Pieniężno (Stadt- und Landgemeinde Mehlsack) im Powiat Braniewski (Kreis Braunsberg), von 1975 bis 1998 der Woiwodschaft Elbląg, seither der Woiwodschaft Ermland-Masuren zugehörig.

## Religion
Bis 1945 war Klein Klaussitten in die römisch-katholische Kirche in Peterswalde im damaligen Bistum Ermland, außerdem in die evangelische Pfarrkirche Mehlsack in der Kirchenprovinz Ostpreußen der Kirche der Altpreußischen Union eingegliedert. 

## Verkehr
Die kaum noch erkennbare Ortsstelle von Kłusity Małe liegt an der Nebenstraße, die Wyszkowo (Hohenfürst) mit Posady (Palten) und Wysoka Braniewska (Hogendorf) verbindet. 